# Kloten
Kloten est une commune suisse du canton de Zurich.

## Géographie

Photo aérienne prise à 100 m par Walter Mittelholzer (1919).

Selon l'Office fédéral de la statistique, Kloten mesure 19,27 km2.

## Économie
Plusieurs grandes entreprises sont basées à Kloten, dont Nobel Biocare, la société commerciale OPO Oeschger, le groupe logistique Via Mat et l'entreprise de matériaux de construction Weiacher Kies.
Cependant, la plupart des sièges sociaux des grandes entreprises sont reliés à l'aéroport de Zurich. Swiss International Air Lines dispose d'un bureau sur la propriété de l'aéroport de Zurich et à Kloten, composé des bâtiments Alpha, Bravo et Charlie. Swiss World Cargo a son siège social dans les bâtiments Alpha et Bravo. Swiss Private Aviation a son siège social dans le complexe suisse. Le siège social de la compagnie Swissôtel est situé dans le Prioria Business Center sur le terrain de l'aéroport de Zurich et à Kloten. Les sociétés SR Technics, Gategroup, Edelweiss Air et Helvetic Airways ont également leur siège social à Kloten. Lorsque Swissair existait, son siège social se trouvait sur la propriété de l'aéroport de Zurich et à Kloten.

## Démographie
Selon l'Office fédéral de la statistique, Kloten compte 20 980 habitants fin 2022. Sa densité de population atteint 1089 hab./km2.

## Culture et patrimoine

### Héraldique
| Blason | Blasonnement : De gueules au lion naissant d'argent. |

### Monuments et curiosités
L'église paroissiale réformée en rococo tardif a été construite en 1785-86 par Johann Jakob Haltiner. Le clocher est l'œuvre de Johann Grubenmann le Jeune (1788-90).

## Transport
- Aéroport international de Zurich

## Sport
Le HC Kloten est le club de hockey sur glace de la ville, évoluant pour la saison 2021-2022 en Swiss League, le deuxième échelon national.